# Université Concord
L'université Concord (en anglais : Concord University) est une université américaine située à Athens en Virginie-Occidentale.

## Source
- (en) Cet article est partiellement ou en totalité issu de l’article de Wikipédia en anglais intitulé « Concord University » (voir la liste des auteurs).